# Bryobia provincialis
Bryobia provincialis är en spindeldjursart som beskrevs av Eyndhoven och Vacante 1985. Bryobia provincialis ingår i släktet Bryobia och familjen Tetranychidae. Inga underarter finns listade.